# Yamashita Tomohisa
Yamashita Tomohisa (山下 智久 (Sơn-Hạ Trí-Cửu) sinh ngày 9 tháng 4 năm 1985), còn được biết đến rộng rãi với tên Yamapi hay YamaP (山P (SơnP)) là một thần tượng, diễn viên và ca sĩ người Nhật. Anh hiện tại đang hoạt động một mình sau khi rời khỏi nhóm nhạc nam Nhật Bản NEWS vào tháng 10 năm 2011.
Yamashita tham gia cơ quan tìm kiếm tài năng Johnny & Associates vào năm 1996 khi anh 11 tuổi và thực hiện đĩa CD ra mắt chính thức đầu tiên với nhóm NEWS vào năm 2004. Anh xuất hiện lần đầu với vai trò làm việc một mình vào năm 2006 với đĩa đơn Daite Senorita.
Yamashita tốt nghiệp ngành kinh tế trường Đại học Meiji vào năm 2008 với tấm bằng về tiếp thị.
Công việc hiện tại của Yamashita bao gồm việc thực hiện bộ phim Ashita no Joe (2011) và hai bộ phim dài tập Code Blue (2010) và Buzzer Beat (2009), và Summer nude (2013).
Anh phát hành album solo đầu tiên có tên Supergood,Superbad vào 26 tháng 1 năm 2011. Cũng như tất cả các album đã từng phát hành của anh, album này cũng ra mắt tại một vị trí cao trong bảng xếp hạng Oricon.

## Cuộc sống cá nhân
Yamashita sinh tại Funabashi, Chiba. Cha mẹ anh ly dị khi anh còn rất nhỏ và anh cùng người em gái của mình lớn lên chủ yếu nhờ sự chăm sóc của người mẹ. Anh chuyển đến Tokyo khi đang học trung học.
Yamashita tốt nghiệp từ cuộc thi trình diễn nghệ thuật Horikoshi Gakuen dành cho học sinh trung học vào năm 2004. Tại Horikoshi, anh ở cùng phòng với một số người nổi tiếng như Tanaka Koki, và Koike Teppei, cùng với Shirota Yuu, người sau này trở thành người bạn thân nhất của anh. Sau khi tốt nghiệp trung học, anh được nhận vào khoa thương mại trường Đại học Meji. Anh tốt nghiệp với tấm bằng tiếp thị.

## Danh sách các đĩa nhạc

### Album
| Ngày phát hành                                          | Tên                              | Nhãn hiệu                        |
| ------------------------------------------------------- | -------------------------------- | -------------------------------- |
| 26 tháng 1,2011 25 tháng 7 năm 2012 11 tháng 9 năm 2013 | 'Supergood, Superbad' Ero A NUDE | Johnny's Entertainment WMG Japan |

### Đĩa đơn
| Ngày phát hành                                                                                 | Tên | Nhãn hiệu              |
| ---------------------------------------------------------------------------------------------- | --- | ---------------------- |
| 31 tháng 5,2006                                                                                | Daite Señorita (抱いてセニョリータ Daite Senyoriita)                                                                  | Johnny's Entertainment |
| 18 tháng 11 năm 2009                                                                           | Loveless | Johnny's Entertainment |
| 28 tháng 7,2010                                                                                | One in a million | Johnny's Entertainment |
| 19 tháng 1,2011 29 tháng 2 năm 2012 4 tháng 7 năm 2012 13 tháng 3 năm 2013 31 tháng 7 năm 2013 | Hadakanbo (はだかんぼー Hadakanbo)I, Texas (愛, テキサス?) Love Chase Que Sera Sera (怪・セラ・セラ?) SUMMER NUDE '13 | WMG Japan              |

## Phim truyền hình
- Algerno ni hanataba wo (2015)
- From five to nine (2015)
- Dokushin Kizoku (Fuji TV,2013 ep7)
- Summer Nude (Fuji TV,2013)
- Monsters (TBS,2012)
- Honto ni Atta Kowai Hanashi: Akai Tsume (Fuji TV,2012)
- Saikō no Jinsei no Owarikata: Ending Planner (TBS,2012)
- Code Blue 2 vai Aizawa Kousaku (Fuji TV, 2010)
- Buzzer Beat vai Kamiya Naoki (Fuji TV, 2009)
- Code Blue SP vai Aizawa Kousaku (Fuji TV, 2009)
- Code Blue vai Aizawa Kousaku (Fuji TV, 2008)
- Proposal Daisakusen SP vai Iwase Ken (Fuji TV, 2008)
- Proposal Daisakusen vai Iwase Ken (Fuji TV, 2007)
- Byakkotai vai Sakai Shintaro & Sakai Mineji (TV Asahi, 2007)
- Kurosagi vai Kurosaki (TBS, 2006)
- Nobuta wo Produce vai Kusano Akira (NTV, 2005)
- Dragon Zakura vai Yajima Yusuke (TBS, 2005)
- Sore wa, Totsuzen, Arashi no you ni... vai Fukazawa Takuma (TBS, 2004)
- Budo no Ki (Grapevine) vai Shindo Yosuke (2003)
- Stand Up!! vai Iwasaki Kengo (TBS, 2003)
- Lunch no Joou vai Nabeshima Koshiro (Fuji TV, 2002)
- Long Love Letter vai Otomo Tadashi (Fuji TV, 2002)
- Shounen wa Tori ni Natta vai Nagashima Ken (TBS, 2001)
- Kabachitare vai Tamura Yuta (Fuji TV, 2001)
- All Star Chushingura Matsuri vai Asano Takumi (2000)
- Shijo Saiaku no Date vai Okamura Yuki (2000, ep1)
- Ikebukuro West Gate Park vai Mizuno Shun (TBS, 2000)
- Kiken na Kankei vai Miyabe Satoshi (Fuji TV, 1999, ep10-11)
- Kowai Nichiyobi (NTV, 1999, ep13)
- P.P.O.I. vai Amano Taira (NTV, 1999)
- Nekketsu Renaido (NTV, 1999, ep7)
- Shounentachi vai Kakuda Shinya (NHK, 1998)

## Phim điện ảnh
Kinkyori Renai (2014)
- Ashita no Joe (2011)
- Kurosagi (2008)
- Shinrei Surfer no Shi (1996)